# Адмиралтеец (звание)
Адмиралтеец (адмиралтейс, адмиралтетс) — российское звание, в 1696—1707 годах присваивавшееся главному начальнику строительства военных судов.

## История
В истории русского флота адмиралтейцев было всего три человека.
Первым звание адмиралтейца получил окольничий Протасьев Александр Петрович (?-1699).
18 декабря 1696 года согласно царскому указу начальник Владимирского Судного Приказа А. Протасьев был назначен «главным распорядителем по постройке кораблей кумпанских и казённых» на Дону и Воронеже, с присвоением ему нового, «впервые данного ему, звания адмиралтейца», то есть заведующего адмиралтейством. В обязанность адмиралтейца было возложено: «составление росписей, отвод лесов, нужных, как материал для постройки, и наблюдение за самой постройкой кораблей».
18 февраля 1700 года званием «адмиралтеец» был пожалован комнатный стольник Ф. М. Апраксин, который был назначен после смерти А. Протасова руководителем над строением кораблей в Воронежское адмиралтейство. В 1707 году был отозван в Санкт-Петербург и в 1708 году произведён в генерал-адмиралы.
В 1707 году званием «адмиралтеец» был пожалован А. В. Кикин — комендант Олонецкой корабельной верфи с февраля 1707 по 1712 год, одновременно руководивший всем судостроением Санкт-петербургского адмиралтейства. Впоследствии А. Кикин именовался адмиралтейств-советником, звание «адмиралтеец» больше никому не присваивалось.